# Choupette (appel)

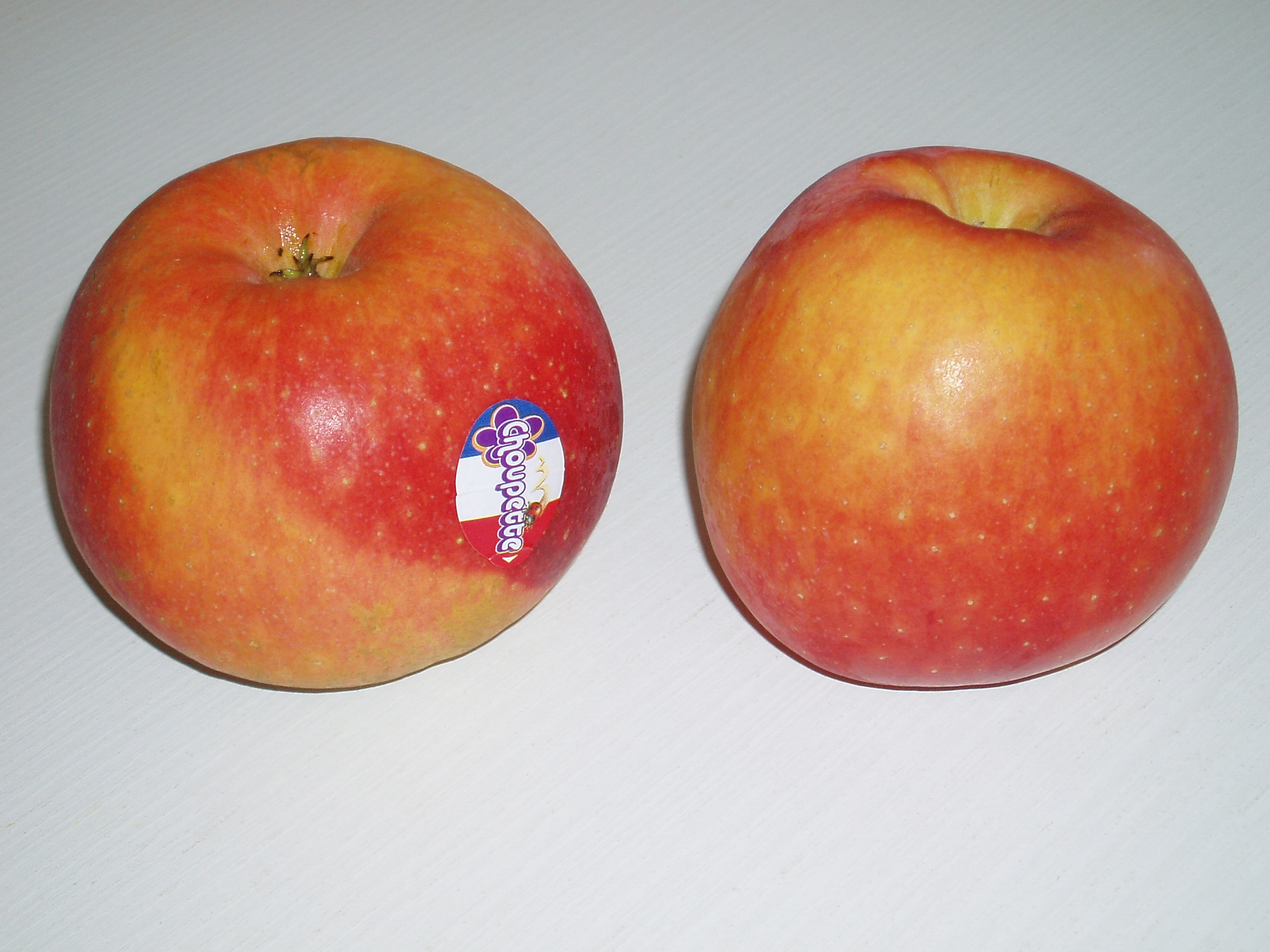
Choupette appels

Choupette (Malus domestica 'Choupette') - ook Dalinette genoemd - is een Frans appelras.

## Achtergrond
De Choupette werd ontwikkeld door het Institut national de la recherche agronomique (INRA) in samenwerking met DL-SNC Elaris (Davideau-Ligonnière - hiervan werd de naam "Dalinette" afgeleid) in de omgeving van Angers. Het is geen kruising van twee bestaande appelrassen. Na 20 jaar selecteren werd het ras vastgelegd en gepatenteerd in 1986.
De naam "Dalinette" mag alleen gebruikt worden voor de biologisch geteelde appels en voor appels die kleinschalig geteeld en verkocht worden in tuinbouwbedrijven in het Loiredal. Voor andere teelt en verkoop wordt de naam "Choupette" gebruikt.

## Kenmerken
De Choupette is een roodviolette appel met een groene basiskleur. 70 tot 90% van de appel is gekleurd. Qua grootte is hij middelmatig: 70 à 75 mm doorsnede. Het steeltje is klein: 1 à 2 cm. De Choupette is een late appel en wordt geoogst rond midden oktober. Hij kan 5 tot 6 maanden bewaard worden. De smaak is eerder zoet (Brix-waarde = 14°).
Een belangrijk kenmerk is dat het ras resistent is tegen appelschurft. Desondanks behoudt het de andere belangrijke fruitkwaliteiten en werd het zelfs als zeer goed geëvalueerd in  vergelijking met Golden Delicious.

## Teelt
Omdat Choupette een clubras is, is de teelt voorbehouden voor telers die een contract opmaken met de patenthouders. Anno 2013 werd het ras gekweekt door 31 producenten in het Noordwesten van Frankrijk. Samen hadden ze 77 ha boomgaarden, met een jaaropbrengst van 70 ton per ha. In België en Nederland wordt hij nog niet gekweekt.